# Аманьё VIII д’Альбре
Аманьё VIII (Amanieu VIII d’Albret) (ум. 1326) — сеньор д’Альбре с 1294, виконт Тартаса и Дакса с 1312 года. По другой нумерации — Аманьё VII.
Родился ок. 1270 года. Сын Аманьё VI и Маты де Бордо — родственницы папы Клемента V. По завещанию отца получил виконтство Маремн. В 1294 году наследовал Изабелле, даме д’Альбре, своей племяннице.
Сторонник англичан, при Эдуарде I и Эдуарде II член королевского совета.
В 1309 году выкупил у зятя, Арно-Раймона де Тартаса, земли виконтств Тартас и Дакс, а после его смерти (1312) унаследовал и титул. В 1315 г. получил от французского и наваррского короля Людовика Сварливого сеньории Микс и Остабаре.
Был женат (брачный контракт от 15 января 1288) на Розе, даме де Вертёйль, вдове Эйкельма-Гильома IV, сеньора де Леспарра. У них было 11 детей, в их числе:
- Бернар-Эзи V, сеньор д’Альбре.
- Мата д’Альбре, виконтесса де Тартас.
- Берар (ум. 1346), сеньор де Вертёйль.